# Тракстон (Аризона)
Тракстон (англ. Truxton) — переписна місцевість (CDP) в США, в окрузі Могаве штату Аризона. Населення — 104 особи (2020).

## Географія
Тракстон розташований за координатами 35°29′26″ пн. ш. 113°33′44″ зх. д. / 35.49056° пн. ш. 113.56222° зх. д. (35.490676, -113.562283).  За даними Бюро перепису населення США в 2010 році переписна місцевість мала площу 9,90 км², з яких 9,77 км² — суходіл та 0,13 км² — водойми.

## Демографія
Згідно з переписом 2010 року, у переписній місцевості мешкали 134 особи в 51 домогосподарстві у складі 34 родин. Густота населення становила 14 особи/км².  Було 73 помешкання (7/км²).
Расовий склад населення:
| - 69,4 % — білих - 24,6 % — корінних американців - 0,7 % — чорних або афроамериканців - 0,7 % — азіатів - 2,2 % — осіб інших рас |

До двох чи більше рас належало 2,2 %. Частка іспаномовних становила 8,2 % від усіх жителів.
За віковим діапазоном населення розподілялося таким чином: 27,6 % — особи молодші 18 років, 51,5 % — особи у віці 18—64 років, 20,9 % — особи у віці 65 років та старші. Медіана віку мешканця становила 45,8 року. На 100 осіб жіночої статі у переписній місцевості припадало 91,4 чоловіків;  на 100 жінок у віці від 18 років та старших — 90,2 чоловіків також старших 18 років.
За межею бідності перебувало 16,6 % осіб, у тому числі 4,8 % дітей у віці до 18 років та 0,0 % осіб у віці 65 років та старших.
Цивільне працевлаштоване населення становило 50 осіб. Основні галузі зайнятості: роздрібна торгівля — 28,0 %, транспорт — 22,0 %, мистецтво, розваги та відпочинок — 16,0 %, сільське господарство, лісництво, риболовля — 14,0 %.